# ژولیت اتکینسون
ژولیت اتکینسون (انگلیسی: Juliette Atkinson؛ زاده ۱۵ آوریل ۱۸۷۳ درگذشته ۱۲ ژانویهٔ ۱۹۴۴) یک تنیس‌باز اهل ایالات متحده آمریکا بود.